# أني سفلي
أني سفلي (بالفارسية: انی سفلی) هي قرية تقع في أردبيل في إيران. يقدر عدد سكانها بـ 525 نسمة بحسب إحصاء 2016.